# Markowice (Racibórz)
Markowice, německy Markowitz, jsou vesnickou čtvrtí v severovýchodní části města Racibórz (Ratiboř) na pravém břehu veletoku Odra v okrese Ratiboř. Patří také do geomorfologickém celku Ratibořská kotlina, krajinného parku Park Krajobrazowy Cysterskie Kompozycje Krajobrazowe Rud Wielkich ve Slezském vojvodství v Horním Slezsku.

## Historie a popis
Součástí Markowic je také vesnice Łężczok.

### Historie
Vesnice je poprvé písemně zmiňována v roce 1290. Po první slezské válce připadly Markovice, podobně jako většina tehdejšího Slezska, v roce 1742 Prusku. V roce 1936 byl německý název změněn na Markdorf. Markowice se staly 1. února 1977 součástí Ratiboře.

### Příroda
Vesnice se nachází na ploše krajinného parku Park Krajobrazowy Cysterskie Kompozycje Krajobrazowe Rud Wielkich
- Městský les Las Miejski Obora.
- Na části území Markowic leží Arboretum Bramy Morawskiej se známou botanickou zahradou Zaczarowany Ogród, Mini-Zoo aj.
- Dąb Sobieskiego w Łężczoku (Dub Sobieského v Łężczoku) – největší dub v okrese Ratiboř.
- Rybniční soustava Rezerwat Przyrody Łężczok (Přírodní rezervace Łężczok), která byla poprvé vyhlášená v roce 1922.

- Památný jesion wyniosły (jasan ztepilý).

### Některé budovy
- Hřbitov a hřbitovní kaple.
- Kościół św. Jadwigi w Raciborzu (kostel svaté Jadwigy) postavený roku 1877 v neogotickém stylu.
- Sportoviště.
- Zaniklá úzkorozchodná železniční trať.
- Železniční zastávka a odbočka Racibórz Markowice.[2]

## Významné osobnosti
- Anna Salomea Stroka (1923–2020) - polská germanistka.
- Arka Bożek (1899–1954) - polský aktivista a politik.
- Hubert Jerzy Kostka (*1940) - polský fotbalový brankář a trenér.
- Nina Kracherowa (1929–1993) - polská spisovatelka.

## Další informace
Územím Markowic prochází turistické trasy Dezyderata, Szlak Husarii Polskiej, Szlak Młodości Eichendorffa, Szlak im. Polskich Szkół Mniejszościowych, Szlak spacerowy po Rezerwacie przyrody Łężczok, Śląsko-Morawska Droga św. Jakuba a několik cyklostezek.

## Galerie

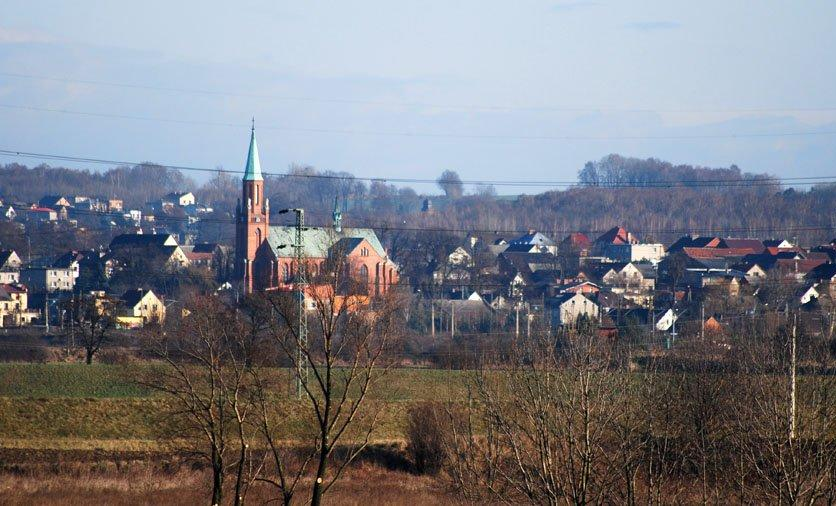
Panoráma Markowic
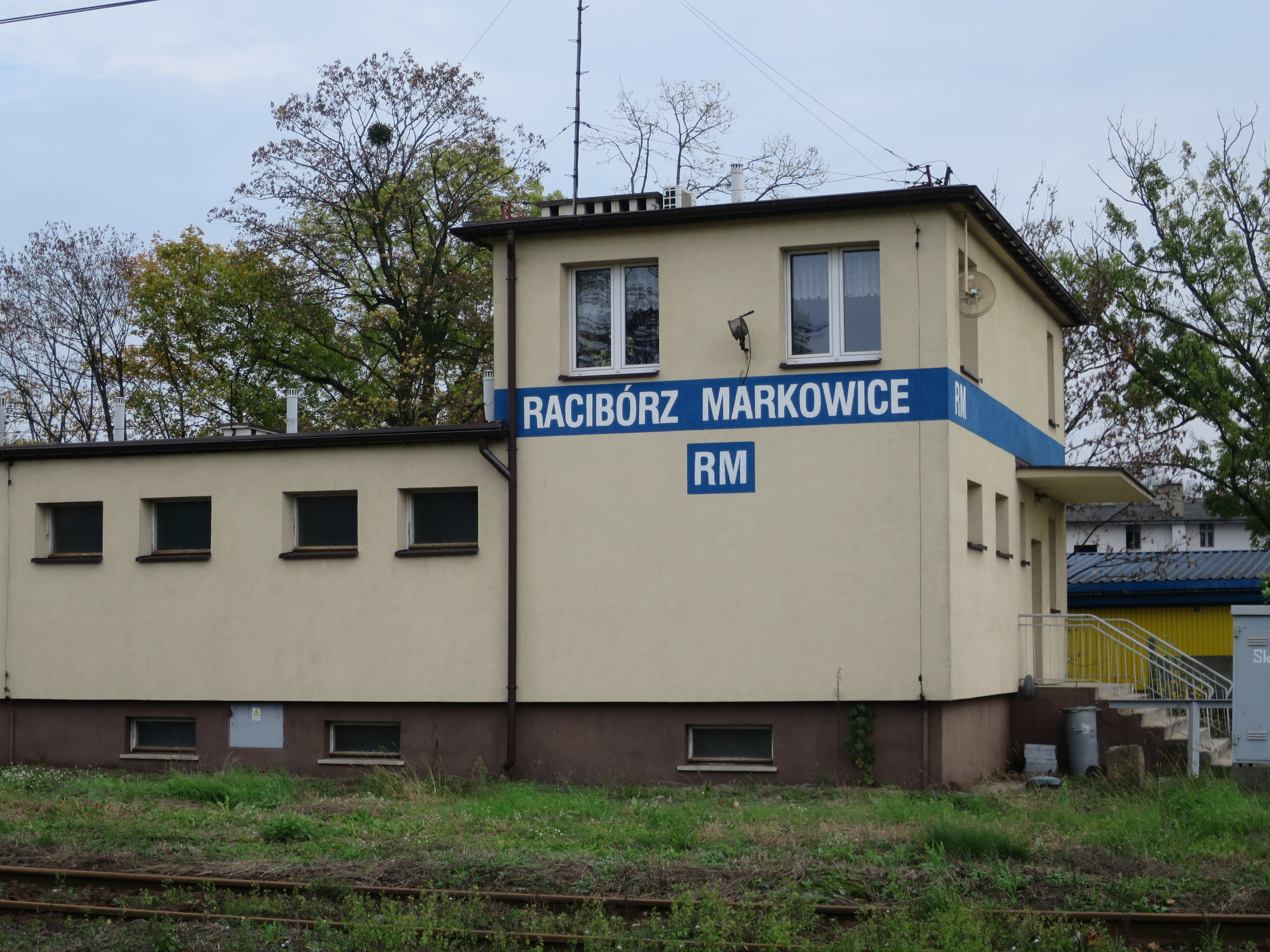
Nádraží
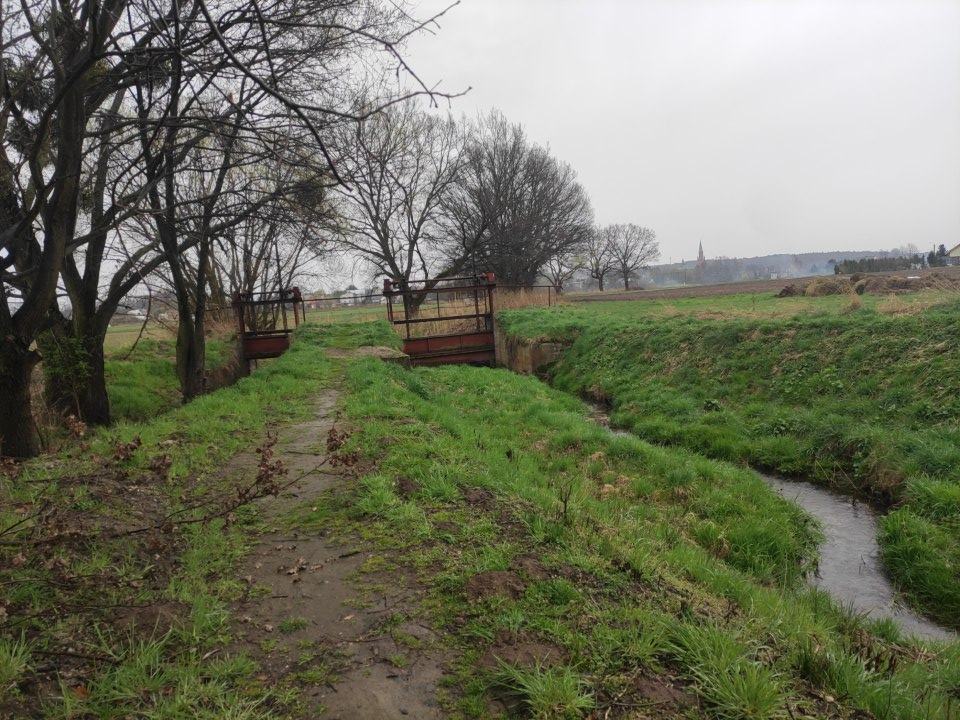
Mostek přes potok Żabnica
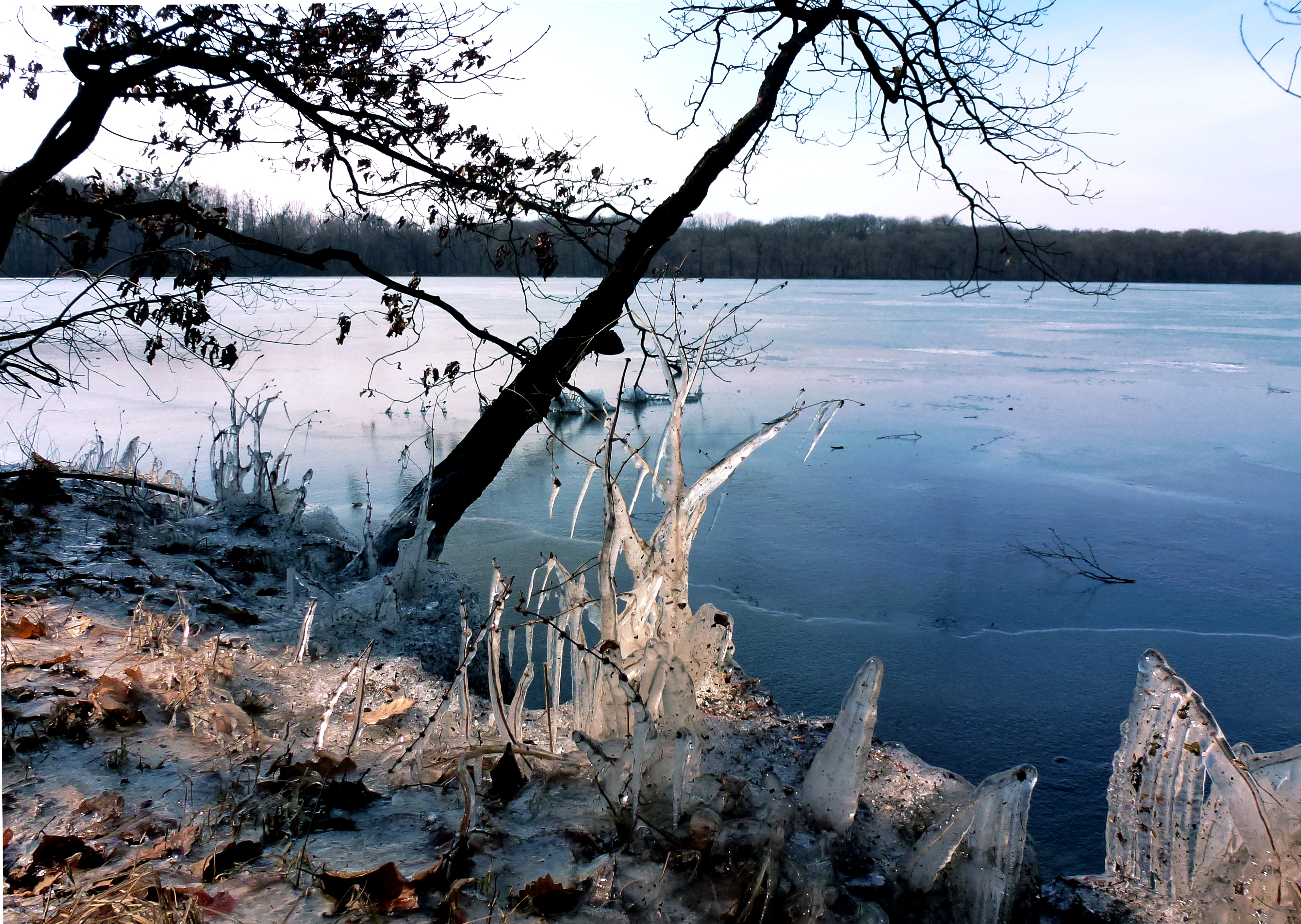
Rezerwat Przyrody Łężczok (Přírodní rezervace Łężczok)
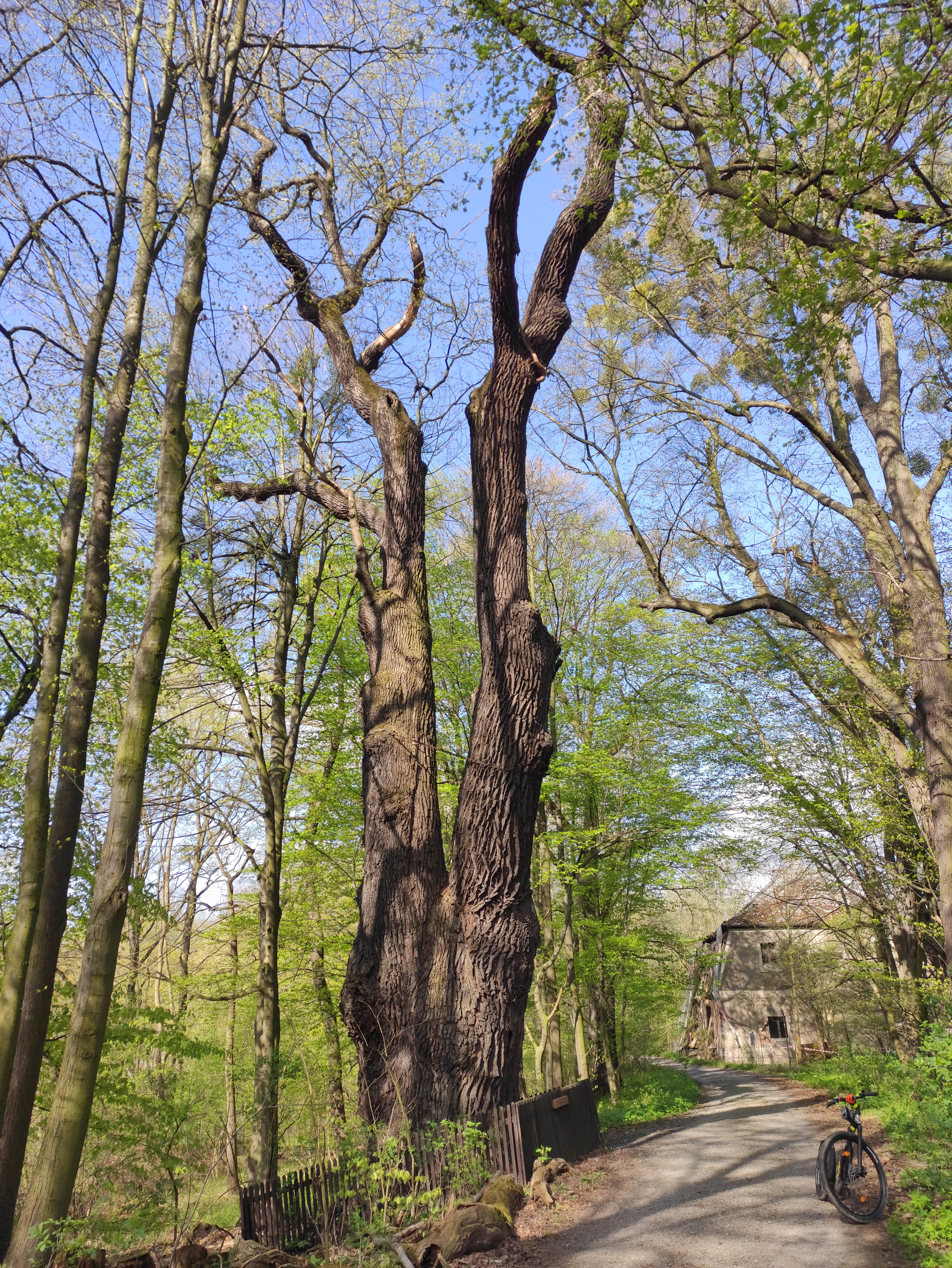
Dub Sobieského v Łężczoku
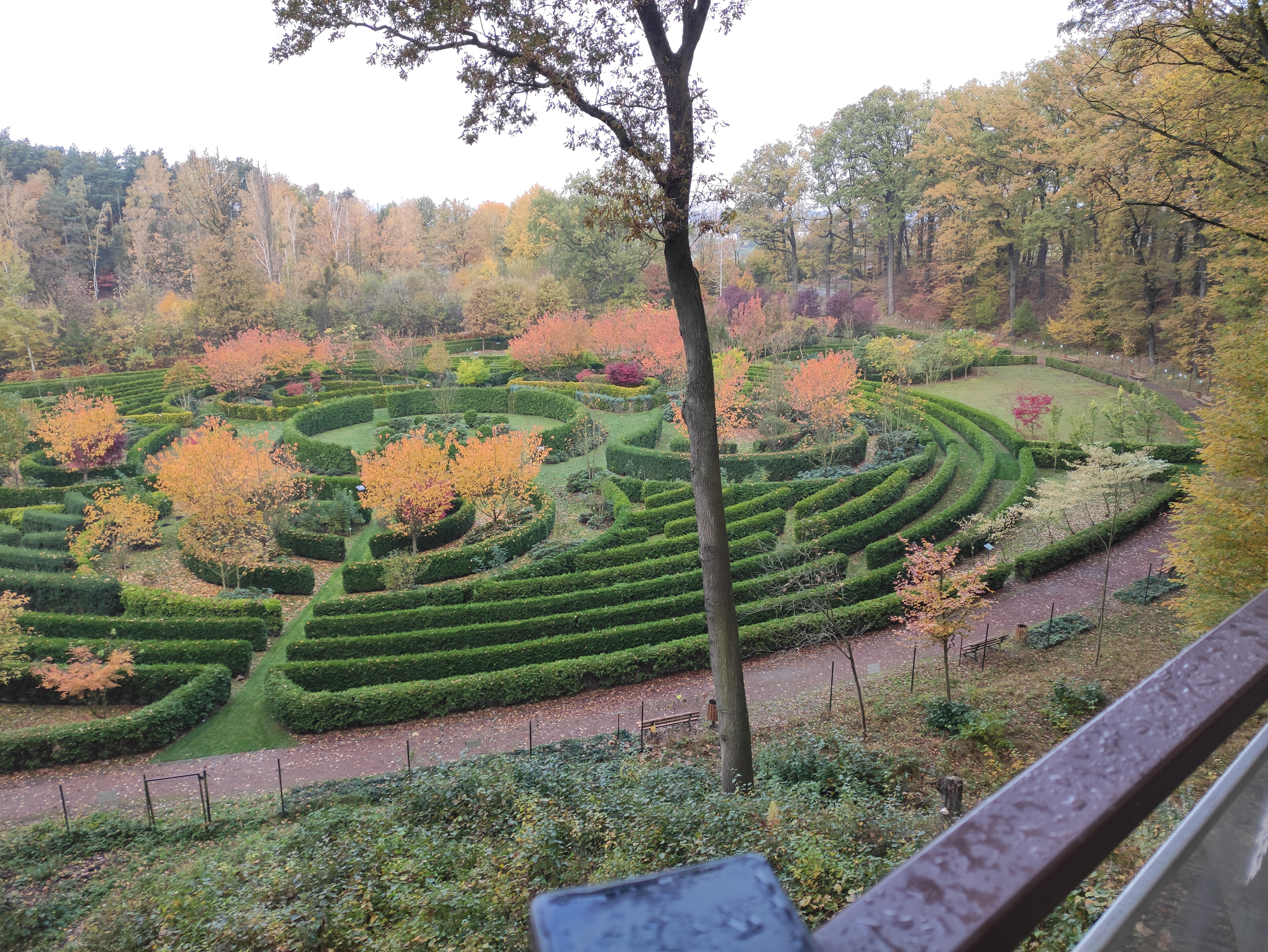
Zaczarowany Ogród